# Северин, Джон
Джон Пауэрс Северин (англ. John Powers Severin; 26 декабря 1921 — 12 февраля 2012) — американский художник комиксов.

## Личная жизнь
Множество членов семьи Джона работает в сфере издательского дела и развлечений. Его сестра Мэри Северин, родившаяся на Лонг-Айленде, была колористом комиксов в EC; сын Джон Северин-младший — глава издательства Bubblehead Publishing; дочь Рут Ларенас работает в компании брата; внук Джон Северин III — музыкальный продюсер и звукоинженер.

## Награды и признание
Северин получил премию Inkpot Award в 1998 году. В 2003 году он попал в Зал славы комиксов Уилла Айснера. Джон был среди лауреатов премии Sparky Award 2001 года. В 2022 году он получил посмертную награду Inkwell Award SASRA.